# Robbie Squire
Robbie Squire, né le 1er avril 1990 à Salt Lake City (Utah), est un coureur cycliste américain.

## Palmarès sur route

### Par année
- 2011
  -  Champion des États-Unis sur route espoirs
- 2015
  - 3e de la Tucson Bicycle Classic

### Classements mondiaux
| Année            | 2014 | 2015 | 2016 | 2017 |
| ---------------- | ---- | ---- | ---- | ---- |
| UCI America Tour | 239e | 120e | 48e  | 350e |

## Palmarès en VTT

### Championnats panaméricains
- Guatemala 2010
  -  Médaillé de bronze du cross-country espoirs

### Championnats nationaux
- 2010
  - 2e du championnat des États-Unis de cross-country espoirs
- 2011
  - 3e du championnat des États-Unis de cross-country espoirs